# مامادو فال (لاعب كرة قدم)
مامادو فال (بالفرنسية: Mamadou Fall) هو لاعب كرة قدم سنغالي في مركز الدفاع، ولد في 21 نوفمبر 2002 في روفسك في السنغال.

## وصلات خارجية
- مامادو فال (لاعب كرة قدم) على موقع الدوري الأمريكي (الإنجليزية)
- مامادو فال (لاعب كرة قدم) على موقع قاعدة بيانات كرة القدم.إي يو (الإنجليزية)
- مامادو فال (لاعب كرة قدم) على موقع Soccerway.com (الإنجليزية)
- مامادو فال (لاعب كرة قدم) على موقع عالم كرة القدم.نت (الإنجليزية)